# 北海道の郵便番号

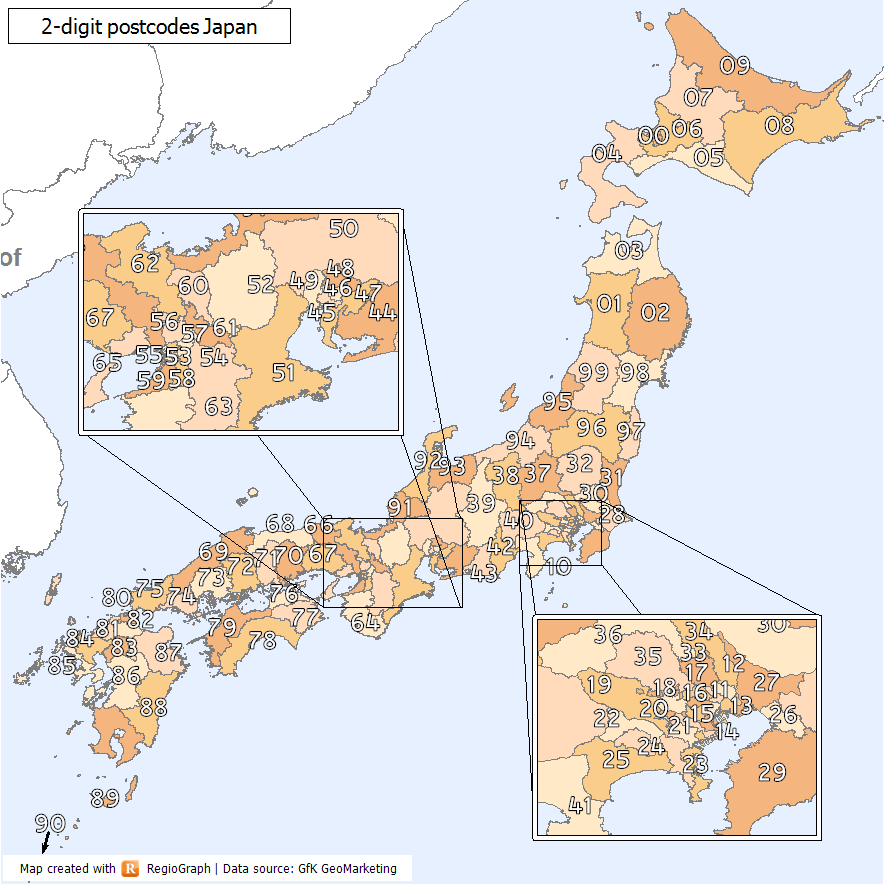
地域番号地図

北海道の郵便番号（ほっかいどうのゆうびんばんごう）では、日本の北海道に割り当てられた郵便番号の一覧を示す。

## 郵便番号一覧

### 表記法など
郵便番号と集配局・管轄局の情報は日本郵便が公表する資料  に基づく。郵便番号の頭3桁または5桁を「郵便区番号」といい、下記の一覧に郵便番号の上5桁と一致するものがある場合はその5桁がそのまま郵便区番号となり、上5桁では一致するものがなく上3桁と一致する郵便区番号がある場合はその3桁が郵便区番号となる。
ここでは、資料「郵便区番号一覧」中の凡例より、番号に対し単一の郵便局が記されている場合は集配局・管轄局を同一として記し、「○○（●●）」の形式で記されている場合は括弧内に記された郵便局名（●●）を集配局、括弧の左に記された郵便局名（○○）を管轄局として表記している。なお、これは一部地域を除き2007年（平成19年）の郵政民営化から2012年（平成24年）の間の運営体系であった「郵便事業○○支店●●集配センター」の体制をそのまま引き継いだものである。
各郵便区・郵便番号と担当区域については「郵便番号データダウンロード」の資料を参照している。

### 地域番号00・04-09（北海道）
| 郵便区番号 | 管轄局         | 集配局               | 担当区域（一部または全域）     | 備考 |
| ---------- | -------------- | -------------------- | ------------------------------ | --- |
| 001        | 札幌北郵便局   | 札幌北郵便局         | 札幌市北区                     | 1975年まで琴似郵便局（現：札幌西郵便局）・札幌中央郵便局・札幌東郵便局の担当 |
| 002        | 篠路郵便局     | 篠路郵便局           | 札幌市北区、石狩郡当別町       | 1975年まで「061-31」 1999年まで一部区域は札幌北郵便局の担当 |
| 003        | 札幌白石郵便局 | 札幌白石郵便局       | 札幌市白石区                   | 1979年まで豊平郵便局・厚別郵便局の担当 |
| 004        | 厚別郵便局     | 厚別郵便局           | 札幌市厚別区、清田区           | 1985年まで「061-01」 |
| 005        | 札幌南郵便局   | 札幌南郵便局         | 札幌市南区                     | 1973年まで一部区域は札幌中央郵便局の担当 1985年まで「061-21」 |
| 006        | 手稲郵便局     | 手稲郵便局           | 札幌市手稲区                   | 1985年まで「061-24」 |
| 007        | 丘珠郵便局     | 丘珠郵便局           | 札幌市東区                     | 1997年まで札幌東郵便局の担当 |
| 009        | 道央札幌郵便局 |                      | 道央地区全域                   | 地域区分専門郵便局 |
| 040        | 函館中央郵便局 | 函館中央郵便局       | 函館市                         | |
| 041        | 函館北郵便局   | 函館北郵便局         | 函館市                         | 041-0813、0821、0822、0841、0843、0844、0851を除く。 |
| 041        | 函館中央郵便局 | 函館中央郵便局       | 函館市                         | 041-0813、0821、0822、0851のみ。 2011年まで函館北支店（函館北郵便局併設）の担当 |
| 041        | 函館東郵便局   | 函館東郵便局         | 函館市                         | 041-0841、0843、0844のみ。 2011年まで函館北支店（函館北郵便局併設）の担当 |
| 041-02     | 函館中央郵便局 | 石崎郵便局           | 函館市                         | |
| 041-03     | 函館中央郵便局 | 石崎郵便局           | 函館市                         | 2006年まで戸井郵便局の担当 |
| 041-04     | 函館中央郵便局 | 尻岸内郵便局         | 函館市                         | |
| 041-05     | 函館中央郵便局 | 尻岸内郵便局         | 函館市                         | 2006年まで古武井郵便局の担当 |
| 041-06     | 函館中央郵便局 | 尻岸内郵便局         | 函館市                         | 2006年まで椴法華郵便局の担当 |
| 041-11     | 七飯郵便局     | 七飯郵便局           | 亀田郡七飯町                   | 2016年4月から七飯郵便局の単独管轄に変更（ゆうゆう窓口は未設置、函館中央郵便局のまま） |
| 041-12     | 函館中央郵便局 | 北斗北郵便局         | 北斗市                         | 2006年まで大野郵便局 |
| 041-13     | 函館中央郵便局 | 大沼郵便局           | 亀田郡七飯町                   | |
| 041-14     | 函館中央郵便局 | 鹿部郵便局           | 茅部郡鹿部町                   | |
| 041-16     | 函館中央郵便局 | 南茅部郵便局         | 函館市                         | 1986年まで尾札部郵便局・臼尻郵便局の担当 1986年まで「041-16」「041-15」 |
| 042        | 函館東郵便局   | 函館東郵便局         | 函館市                         | 1986年まで一部区域は銭亀郵便局の担当 |
| 043        | 江差郵便局     | 江差郵便局           | 檜山郡江差町                   | |
| 043-01     | 江差郵便局     | 乙部郵便局           | 爾志郡乙部町                   | |
| 043-02     | 江差郵便局     | 乙部郵便局           | 爾志郡乙部町                   | 2006年まで豊浜郵便局の担当 |
| 043-03     | 江差郵便局     | 館平郵便局           | 二海郡八雲町                   | |
| 043-04     | 江差郵便局     | 熊石郵便局           | 二海郡八雲町、久遠郡せたな町   | |
| 043-05     | 長万部郵便局   | 久遠郵便局           | 久遠郡せたな町                 | |
| 043-11     | 江差郵便局     | 厚沢部郵便局         | 檜山郡厚沢部町                 | |
| 043-12     | 江差郵便局     | 厚沢部郵便局         | 檜山郡厚沢部町                 | 2006年まで鶉郵便局の担当 |
| 043-13     | 江差郵便局     | 館郵便局             | 檜山郡厚沢部町                 | |
| 043-14     | 江差郵便局     | 奥尻郵便局           | 奥尻郡奥尻町                   | |
| 043-15     | 江差郵便局     | 奥尻郵便局           | 奥尻郡奥尻町                   | 2007年まで青苗郵便局の担当 |
| 044        | 倶知安郵便局   | 倶知安郵便局         | 虻田郡倶知安町                 | |
| 044-01     | 倶知安郵便局   | 京極郵便局           | 虻田郡京極町                   | |
| 044-02     | 倶知安郵便局   | 喜茂別郵便局         | 虻田郡喜茂別町                 | 1984年まで一部区域は栄郵便局（1988年廃局）の担当 |
| 044-04     | 倶知安郵便局   | 喜茂別郵便局         | 伊達市、虻田郡喜茂別町         | 2006年まで鈴川郵便局の担当 |
| 045        | 岩内郵便局     | 岩内郵便局           | 岩内郡岩内町、共和町           | 2019年4月から岩内郵便局の単独管轄に変更（ゆうゆう窓口は未設置、倶知安郵便局のまま） |
| 045-01     | 岩内郵便局     | 岩内郵便局           | 岩内郡共和町                   | 2007年まで発足郵便局の担当 |
| 045-02     | 倶知安郵便局   | 後志泊郵便局         | 古宇郡泊村                     | |
| 045-03     | 倶知安郵便局   | 神恵内郵便局         | 古宇郡神恵内村                 | 1986年まで一部区域は珊内郵便局の担当 |
| 046        | 余市郵便局     | 余市郵便局           | 余市郡余市町                   | |
| 046-01     | 小樽郵便局     | 古平郵便局           | 古平郡古平町                   | |
| 046-02     | 小樽郵便局     | 美国郵便局           | 積丹郡積丹町                   | |
| 046-03     | 小樽郵便局     | 野塚郵便局           | 積丹郡積丹町                   | 1990年まで一部区域は余別郵便局の担当 |
| 046-05     | 余市郵便局     | 余市郵便局           | 余市郡赤井川村                 | 2007年まで赤井川郵便局の担当 |
| 047        | 小樽郵便局     | 小樽郵便局           | 小樽市                         | |
| 047-01     | 小樽郵便局     | 小樽郵便局           | 小樽市                         | 2005年まで朝里郵便局の担当 |
| 047-02     | 小樽郵便局     | 銭函郵便局           | 小樽市                         | 2006年に小樽郵便局に移管 2016年に銭函郵便局として再分割 |
| 048-01     | 倶知安郵便局   | 黒松内郵便局         | 寿都郡黒松内町                 | 1993年まで一部区域は熱郛郵便局の担当 |
| 048-03     | 倶知安郵便局   | 寿都郵便局           | 寿都郡寿都町                   | 2006年まで磯谷郵便局の担当 |
| 048-04     | 倶知安郵便局   | 寿都郵便局           | 寿都郡寿都町                   | 1988年まで一部区域は歌棄郵便局の担当 |
| 048-06     | 倶知安郵便局   | 島牧郵便局           | 島牧郡島牧村                   | 1992年まで一部区域は本目郵便局・原歌郵便局（現・原歌簡易郵便局）の担当 |
| 048-12     | 倶知安郵便局   | 蘭越郵便局           | 磯谷郡蘭越町                   | 2006年まで目名郵便局の担当 |
| 048-13     | 倶知安郵便局   | 蘭越郵便局           | 磯谷郡蘭越町                   | 1992年まで一部区域は昆布郵便局の担当 2006年まで一部区域は磯谷郵便局の担当 |
| 048-15     | 倶知安郵便局   | ニセコ郵便局         | 虻田郡ニセコ町                 | 1992年まで一部区域は昆布郵便局の担当 |
| 048-16     | 倶知安郵便局   | 真狩郵便局           | 虻田郡真狩村                   | |
| 048-17     | 倶知安郵便局   | 真狩郵便局           | 虻田郡留寿都村                 | 2007年まで留寿都郵便局の担当 |
| 048-21     | 岩内郵便局     | 岩内郵便局           | 岩内郡共和町                   | 2007年まで小沢郵便局の担当 |
| 048-22     | 岩内郵便局     | 岩内郵便局           | 岩内郡共和町                   | 2007年まで前田郵便局の担当 |
| 048-23     | 余市郵便局     | 余市郵便局           | 余市郡仁木町                   | 2007年まで銀山郵便局の担当 |
| 048-24     | 余市郵便局     | 余市郵便局           | 余市郡仁木町                   | 2007年まで仁木郵便局の担当 |
| 048-25     | 小樽郵便局     | 小樽郵便局           | 小樽市                         | 2006年まで蘭島郵便局の担当 |
| 048-26     | 小樽郵便局     | 小樽郵便局           | 小樽市                         | 2006年まで塩谷郵便局の担当 |
| 049-01     | 北斗郵便局     | 北斗郵便局           | 北斗市                         | 2006年まで上磯郵便局 2016年4月から北斗郵便局の単独管轄に変更（ゆうゆう窓口は未設置、函館中央郵便局のまま） |
| 049-02     | 北斗郵便局     | 北斗郵便局           | 北斗市                         | 2006年まで茂辺地郵便局の担当 |
| 049-04     | 函館中央郵便局 | 木古内郵便局         | 上磯郡木古内町                 | 1976年まで一部区域は泉沢郵便局の担当 |
| 049-05     | 江差郵便局     | 上ノ国郵便局         | 檜山郡上ノ国町                 | 2006年まで湯ノ岱郵便局の担当 |
| 049-06     | 江差郵便局     | 上ノ国郵便局         | 檜山郡上ノ国町                 | |
| 049-07     | 江差郵便局     | 上ノ国郵便局         | 檜山郡上ノ国町                 | 2006年まで檜山石崎郵便局の担当 |
| 049-11     | 函館中央郵便局 | 木古内郵便局         | 上磯郡知内町                   | 2007年まで知内郵便局の担当 |
| 049-12     | 函館中央郵便局 | 木古内郵便局         | 上磯郡知内町                   | 2007年まで湯ノ里郵便局の担当 |
| 049-13     | 函館中央郵便局 | 福島郵便局           | 松前郡福島町                   | |
| 049-14     | 函館中央郵便局 | 福島郵便局           | 松前郡福島町                   | 2006年まで吉岡郵便局の担当 |
| 049-15     | 函館中央郵便局 | 松前郵便局           | 松前郡松前町                   | |
| 049-16     | 函館中央郵便局 | 松前郵便局           | 松前郡松前町                   | 2006年まで静浦郵便局の担当 |
| 049-17     | 函館中央郵便局 | 江良郵便局           | 松前郡松前町                   | |
| 049-21     | 長万部郵便局   | 森郵便局             | 茅部郡森町                     | 2006年まで駒ヶ岳郵便局の担当 |
| 049-22     | 長万部郵便局   | 森郵便局             | 茅部郡森町                     | 2006年まで砂原郵便局の担当 |
| 049-23     | 長万部郵便局   | 森郵便局             | 茅部郡森町                     | |
| 049-24     | 長万部郵便局   | 森郵便局             | 茅部郡森町                     | 2006年まで石倉郵便局の担当 |
| 049-25     | 長万部郵便局   | 八雲郵便局           | 二海郡八雲町                   | 2006年まで落部郵便局の担当 |
| 049-26     | 長万部郵便局   | 八雲郵便局           | 二海郡八雲町                   | 2006年まで野田生郵便局の担当 |
| 049-31     | 長万部郵便局   | 八雲郵便局           | 二海郡八雲町                   | 1979年まで一部区域は上八雲郵便局（後の上八雲簡易郵便局。1992年廃局）の担当 |
| 049-33     | 長万部郵便局   | 八雲郵便局           | 二海郡八雲町                   | 2006年まで黒岩郵便局の担当 |
| 049-34     | 長万部郵便局   | 長万部郵便局         | 山越郡長万部町                 | 2006年まで国縫郵便局の担当 |
| 049-35     | 長万部郵便局   | 長万部郵便局         | 山越郡長万部町                 | 1990年まで一部区域は胆振二股郵便局（2004年廃局）の担当 |
| 049-41     | 長万部郵便局   | 今金郵便局           | 瀬棚郡今金町                   | 2006年まで花石郵便局の担当 |
| 049-43     | 長万部郵便局   | 今金郵便局           | 瀬棚郡今金町                   | 1988年まで一部区域は種川郵便局の担当 |
| 049-44     | 長万部郵便局   | 北桧山郵便局         | 久遠郡せたな町                 | 2006年まで丹羽郵便局の担当 |
| 049-45     | 長万部郵便局   | 北桧山郵便局         | 久遠郡せたな町                 | 1991年まで一部区域は太櫓郵便局の担当 |
| 049-47     | 長万部郵便局   | 若松郵便局           | 久遠郡せたな町                 | |
| 049-48     | 長万部郵便局   | 瀬棚郵便局           | 久遠郡せたな町                 | 1986年まで一部区域は島歌郵便局の担当 |
| 049-51     | 長万部郵便局   | 長万部郵便局         | 山越郡長万部町                 | 2006年まで静狩郵便局の担当 |
| 049-53     | 長万部郵便局   | 大岸郵便局           | 虻田郡豊浦町                   | 1987年まで一部区域は礼文郵便局の担当 |
| 049-54     | 長万部郵便局   | 豊浦郵便局           | 虻田郡豊浦町                   | 1987年まで一部区域は大和郵便局の担当 |
| 049-56     | 長万部郵便局   | 虻田郵便局           | 虻田郡洞爺湖町                 | |
| 049-57     | 長万部郵便局   | 虻田郵便局           | 虻田郡洞爺湖町、有珠郡壮瞥町   | 2006年まで洞爺温泉郵便局の担当 |
| 049-58     | 長万部郵便局   | 洞爺郵便局           | 虻田郡洞爺湖町                 | |
| 050        | 東室蘭郵便局   | 東室蘭郵便局         | 室蘭市                         | |
| 051        | 室蘭郵便局     | 室蘭郵便局           | 室蘭市                         | |
| 052        | 伊達郵便局     | 伊達郵便局           | 伊達市                         | |
| 052-01     | 苫小牧郵便局   | 壮瞥郵便局           | 有珠郡壮瞥町                   | 1992年まで一部区域は久保内郵便局の担当 |
| 052-03     | 苫小牧郵便局   | 大滝郵便局           | 伊達市                         | |
| 053        | 苫小牧郵便局   | 苫小牧郵便局         | 苫小牧市                       | |
| 054        | 苫小牧郵便局   | 鵡川郵便局           | 勇払郡むかわ町                 | |
| 054-01     | 苫小牧郵便局   | 鵡川郵便局           | 勇払郡むかわ町                 | 2011年まで苫小牧支店似湾集配センター（似湾郵便局併設）の担当 |
| 054-02     | 苫小牧郵便局   | 穂別郵便局           | 勇払郡むかわ町                 | |
| 054-03     | 苫小牧郵便局   | 穂別郵便局           | 勇払郡むかわ町                 | 2006年まで富内郵便局の担当 |
| 055        | 苫小牧郵便局   | 富川郵便局           | 沙流郡日高町                   | |
| 055-01     | 苫小牧郵便局   | 平取郵便局           | 沙流郡平取町                   | 1989年まで一部区域は荷負郵便局の担当 |
| 055-03     | 苫小牧郵便局   | 平取郵便局           | 沙流郡平取町                   | 2006年まで貫気別郵便局の担当 |
| 055-04     | 苫小牧郵便局   | 振内郵便局           | 沙流郡平取町                   | |
| 055-23     | 苫小牧郵便局   | 日高郵便局           | 沙流郡日高町                   | 2007年まで「079-23」 |
| 056        | 静内郵便局     | 静内郵便局           | 日高郡新ひだか町               | 2016年4月から静内郵便局の単独管轄に変更（ゆうゆう窓口は未設置、苫小牧郵便局のまま） |
| 056-01     | 静内郵便局     | 静内郵便局           | 日高郡新ひだか町               | 2006年まで御園郵便局の担当 |
| 057        | 苫小牧郵便局   | 浦河郵便局           | 浦河郡浦河町                   | |
| 057-01     | 苫小牧郵便局   | 浦河郵便局           | 浦河郡浦河町                   | 2006年まで西舎郵便局の担当 |
| 058        | 苫小牧郵便局   | 様似郵便局           | 様似郡様似町、浦河郡浦河町     | 1993年まで一部区域は幌満郵便局の担当 |
| 058-02     | 苫小牧郵便局   | えりも郵便局         | 幌泉郡えりも町                 | |
| 058-03     | 苫小牧郵便局   | えりも郵便局         | 幌泉郡えりも町                 | 2006年までえりも岬郵便局の担当 |
| 058-04     | 苫小牧郵便局   | 庶野郵便局           | 幌泉郡えりも町                 | 1989年まで一部区域は日高目黒郵便局の担当 |
| 059        | 登別郵便局     | 登別郵便局           | 登別市                         | 1987年まで「059-03」 |
| 059-01     | 苫小牧郵便局   | 有珠郵便局           | 伊達市                         | |
| 059-02     | 伊達郵便局     | 伊達郵便局           | 伊達市                         | 2009年まで苫小牧支店黄金集配センター（黄金郵便局併設）の担当 |
| 059-04     | 登別郵便局     | 登別郵便局           | 登別市                         | 2006年まで登別駅前郵便局の担当 |
| 059-05     | 登別郵便局     | 登別郵便局           | 登別市                         | 2015年まで登別温泉郵便局の担当 |
| 059-06     | 苫小牧郵便局   | 虎杖浜郵便局         | 白老郡白老町                   | 1985年まで一部区域は竹浦郵便局の担当 |
| 059-09     | 苫小牧郵便局   | 白老郵便局           | 白老郡白老町                   | 1985年まで一部区域は萩野郵便局・社台郵便局の担当 |
| 059-12     | 苫小牧郵便局   | 苫小牧郵便局         | 苫小牧市                       | 2006年まで錦岡郵便局の担当 |
| 059-13     | 苫小牧郵便局   | 苫小牧郵便局         | 苫小牧市                       | 2006年まで沼ノ端郵便局の担当 |
| 059-14     | 苫小牧郵便局   | 遠浅郵便局           | 勇払郡安平町                   | |
| 059-15     | 苫小牧郵便局   | 早来雪だるま郵便局   | 勇払郡安平町                   | 1993年まで一部区域は安平郵便局の担当 |
| 059-16     | 苫小牧郵便局   | 厚真郵便局           | 勇払郡厚真町                   | |
| 059-17     | 苫小牧郵便局   | 上厚真郵便局         | 勇払郡厚真町                   | |
| 059-19     | 苫小牧郵便局   | 追分郵便局           | 勇払郡安平町                   | |
| 059-21     | 苫小牧郵便局   | 門別郵便局           | 沙流郡日高町                   | |
| 059-22     | 苫小牧郵便局   | 厚賀郵便局           | 沙流郡日高町、新冠郡新冠町     | |
| 059-23     | 苫小牧郵便局   | 厚賀郵便局           | 沙流郡日高町、新冠郡新冠町     | 2007年まで新和郵便局の担当 |
| 059-24     | 静内郵便局     | 静内郵便局           | 新冠郡新冠町                   | 2007年まで新冠郵便局の担当 |
| 059-25     | 静内郵便局     | 静内郵便局           | 日高郡新ひだか町               | 2006年まで東静内郵便局の担当 |
| 059-31     | 苫小牧郵便局   | 三石郵便局           | 日高郡新ひだか町               | |
| 059-32     | 苫小牧郵便局   | 本桐郵便局           | 日高郡新ひだか町               | |
| 059-33     | 苫小牧郵便局   | 本桐郵便局           | 日高郡新ひだか町               | 2002年まで歌笛郵便局の担当 |
| 059-34     | 苫小牧郵便局   | 浦河郵便局           | 浦河郡浦河町                   | 2006年まで荻伏郵便局の担当 |
| 060        | 札幌中央郵便局 | 札幌中央郵便局       | 札幌市中央区、北区、東区       | 1973年まで一部区域は琴似郵便局（現：札幌西郵便局）の担当 |
| 061-02     | 札幌中央郵便局 | 当別郵便局           | 石狩郡当別町                   | 1991年まで一部区域は中小屋郵便局の担当 1999年まで一部区域は青山郵便局（1999年廃局）の担当 |
| 061-05     | 札幌中央郵便局 | 月形郵便局           | 樺戸郡月形町                   | 1991年まで一部区域は中小屋郵便局の担当 |
| 061-06     | 札幌中央郵便局 | 浦臼郵便局           | 樺戸郡浦臼町                   | |
| 061-11     | 北広島郵便局   | 北広島郵便局         | 北広島市                       | |
| 061-12     | 札幌中央郵便局 | 北広島西郵便局       | 北広島市                       | |
| 061-13     | 恵庭郵便局     | 恵庭郵便局           | 恵庭市                         | 2006年まで島松郵便局の担当 |
| 061-14     | 恵庭郵便局     | 恵庭郵便局           | 恵庭市                         | |
| 061-22     | 札幌南郵便局   | 札幌南郵便局         | 札幌市南区                     | 2006年まで藤野郵便局の担当 |
| 061-23     | 札幌南郵便局   | 定山渓郵便局         | 札幌市南区                     | |
| 061-31     | 石狩郵便局     | 浜益郵便局           | 石狩市                         | 2005年まで「073-14」 |
| 061-32     | 石狩郵便局     | 石狩郵便局           | 石狩市、小樽市                 | |
| 061-33     | 石狩郵便局     | 石狩北郵便局         | 石狩市                         | |
| 061-34     | 石狩郵便局     | 石狩北郵便局         | 石狩市                         | 2006年まで石狩高岡郵便局の担当 |
| 061-35     | 石狩郵便局     | 石狩北郵便局         | 石狩市                         | 2006年まで望来郵便局の担当 |
| 061-36     | 石狩郵便局     | 厚田郵便局           | 石狩市                         | |
| 061-37     | 札幌中央郵便局 | 太美郵便局           | 石狩郡当別町                   | |
| 062        | 豊平郵便局     | 豊平郵便局           | 札幌市豊平区                   | |
| 063        | 札幌西郵便局   | 札幌西郵便局         | 札幌市西区                     | |
| 064        | 山鼻郵便局     | 山鼻郵便局           | 札幌市中央区                   | 1973年まで札幌中央郵便局・琴似郵便局（現：札幌西郵便局）の担当 |
| 065        | 丘珠郵便局     | 丘珠郵便局           | 札幌市東区                     | 2019年まで札幌東郵便局の担当 |
| 066        | 千歳郵便局     | 千歳郵便局           | 千歳市                         | 1989年まで一部区域は泉郷郵便局（現・泉郷簡易郵便局）の担当 |
| 066-02     | 千歳郵便局     | 千歳郵便局           | 苫小牧市、千歳市               | 2006年まで支笏湖郵便局の担当 |
| 067        | 江別郵便局     | 江別郵便局           | 江別市                         | |
| 068        | 岩見沢郵便局   | 岩見沢郵便局         | 岩見沢市                       | |
| 068-01     | 岩見沢郵便局   | 栗沢郵便局           | 岩見沢市                       | 1990年まで一部区域は茂世丑郵便局の担当 |
| 068-03     | 岩見沢郵便局   | 栗山郵便局           | 夕張郡栗山町                   | 2006年まで継立郵便局の担当 |
| 068-04     | 岩見沢郵便局   | 夕張郵便局           | 夕張市                         | |
| 068-05     | 岩見沢郵便局   | 清水沢郵便局         | 夕張市                         | |
| 068-06     | 岩見沢郵便局   | 清水沢郵便局         | 夕張市                         | 1998年まで大夕張郵便局（1998年廃局）の担当 |
| 068-07     | 岩見沢郵便局   | 紅葉山郵便局         | 夕張市                         | |
| 068-11     | 札幌中央郵便局 | 新篠津郵便局         | 石狩郡新篠津村、岩見沢市       | |
| 068-12     | 岩見沢郵便局   | 岩見沢郵便局         | 岩見沢市、樺戸郡月形町         | 2015年まで北村郵便局の担当 |
| 068-21     | 岩見沢郵便局   | 三笠郵便局           | 三笠市、美唄市                 | 1983年まで一部区域は幾春別郵便局の担当 |
| 068-31     | 岩見沢郵便局   | 岩見沢郵便局         | 岩見沢市                       | 2006年まで美流渡郵便局の担当 |
| 069        | 野幌郵便局     | 野幌郵便局           | 江別市                         | 1985年まで「069-01」 |
| 069-02     | 札幌中央郵便局 | 南幌郵便局           | 空知郡南幌町                   | |
| 069-03     | 岩見沢郵便局   | 岩見沢郵便局         | 岩見沢市                       | 2009年まで岩見沢支店岩見沢幌向集配センター（岩見沢幌向郵便局併設）の担当 |
| 069-11     | 岩見沢郵便局   | 三川郵便局           | 夕張郡由仁町、千歳市           | |
| 069-12     | 岩見沢郵便局   | 由仁郵便局           | 夕張郡由仁町                   | |
| 069-13     | 岩見沢郵便局   | 長沼郵便局           | 夕張郡長沼町                   | |
| 069-14     | 岩見沢郵便局   | 長沼郵便局           | 夕張郡長沼町                   | 2007年まで南長沼郵便局の担当 |
| 069-15     | 岩見沢郵便局   | 栗山郵便局           | 夕張郡栗山町                   | |
| 070        | 旭川中央郵便局 | 旭川中央郵便局       | 旭川市                         | |
| 071        | 旭川中央郵便局 | 旭川中央郵便局       | 旭川市                         | 1986年まで「071-13」 2002年まで旭川北郵便局の担当 |
| 071-01     | 旭川東郵便局   | 旭川東郵便局         | 旭川市                         | 2007年まで西神楽郵便局の担当 |
| 071-02     | 旭川東郵便局   | 美瑛郵便局           | 上川郡美瑛町                   | 2007年まで一部区域は西神楽郵便局の担当 |
| 071-03     | 旭川東郵便局   | 美瑛郵便局           | 上川郡美瑛町                   | 2007年まで朗根内郵便局の担当 |
| 071-04     | 旭川東郵便局   | 美瑛郵便局           | 上川郡美瑛町                   | 2007年まで美馬牛郵便局の担当 |
| 071-05     | 富良野郵便局   | 上富良野郵便局       | 空知郡上富良野町               | 1986年まで一部区域は東中郵便局の担当 2007年まで一部区域は美馬牛郵便局の担当 |
| 071-07     | 富良野郵便局   | 富良野郵便局         | 空知郡中富良野町               | 2007年まで中富良野郵便局の担当 |
| 071-11     | 旭川東郵便局   | 鷹栖郵便局           | 旭川市                         | 2006年まで江丹別郵便局の担当 |
| 071-12     | 旭川東郵便局   | 鷹栖郵便局           | 上川郡鷹栖町                   | |
| 071-14     | 旭川東郵便局   | 旭川東郵便局         | 上川郡東川町、美瑛町           | 2007年まで東川郵便局の担当 2007年まで一部区域は朗根内郵便局の担当 |
| 071-15     | 旭川東郵便局   | 旭川東郵便局         | 上川郡東神楽町                 | 2007年まで東神楽郵便局の担当 2007年まで一部区域は朗根内郵便局の担当 |
| 072        | 美唄郵便局     | 美唄郵便局           | 美唄市                         | 1972年まで一部区域は我路郵便局（後の我路簡易郵便局。2023年廃局）の担当 |
| 073        | 滝川郵便局     | 滝川郵便局           | 滝川市、砂川市                 | |
| 073-01     | 砂川郵便局     | 砂川郵便局           | 砂川市、樺戸郡新十津川町       | |
| 073-02     | 砂川郵便局     | 砂川郵便局           | 空知郡上砂川町                 | 2007年まで上砂川郵便局の担当 |
| 073-04     | 滝川郵便局     | 赤平郵便局           | 歌志内市                       | 2007年まで歌志内郵便局の担当 |
| 073-11     | 滝川郵便局     | 滝川郵便局           | 樺戸郡新十津川町               | 2007年まで新十津川郵便局の担当 |
| 073-13     | 滝川郵便局     | 滝川郵便局           | 樺戸郡新十津川町               | 2007年まで石狩吉野郵便局の担当 |
| 074        | 深川郵便局     | 深川郵便局           | 深川市                         | |
| 074-01     | 深川郵便局     | 深川郵便局           | 深川市                         | 2006年まで多度志郵便局の担当 |
| 074-04     | 旭川東郵便局   | 幌加内郵便局         | 雨竜郡幌加内町                 | 1987年まで一部区域は沼牛郵便局（現・沼牛簡易郵便局）の担当 1988年まで一部区域は政和郵便局（現・政和簡易郵便局）の担当 |
| 074-07     | 旭川東郵便局   | 幌加内郵便局         | 雨竜郡幌加内町                 | 2006年まで朱鞠内郵便局の担当 |
| 074-11     | 深川郵便局     | 深川郵便局           | 深川市、旭川市                 | 2006年まで更進郵便局の担当 |
| 074-12     | 深川郵便局     | 深川郵便局           | 深川市                         | 2006年まで音江郵便局の担当 |
| 075        | 滝川郵便局     | 芦別郵便局           | 芦別市                         | |
| 075-01     | 滝川郵便局     | 芦別郵便局           | 芦別市                         | 2006年まで西芦別郵便局の担当 |
| 075-02     | 滝川郵便局     | 芦別郵便局           | 芦別市                         | 2006年まで新城郵便局の担当 |
| 076        | 富良野郵便局   | 富良野郵便局         | 富良野市、芦別市               | |
| 076-01     | 富良野郵便局   | 富良野郵便局         | 富良野市                       | 2006年まで麓郷郵便局の担当 |
| 076-02     | 富良野郵便局   | 富良野郵便局         | 富良野市                       | 2009年まで富良野支店東山集配センター（東山郵便局併設）の担当 |
| 077        | 留萌郵便局     | 留萌郵便局           | 留萌市                         | 1989年まで一部区域は大和田郵便局の担当 |
| 077-01     | 留萌郵便局     | 舎熊郵便局           | 増毛郡増毛町                   | |
| 077-02     | 留萌郵便局     | 増毛郵便局           | 増毛郡増毛町                   | |
| 077-03     | 留萌郵便局     | 増毛郵便局           | 増毛郡増毛町、石狩市           | 2006年まで雄冬郵便局の担当 |
| 077-04     | 留萌郵便局     | 小平郵便局           | 留萌郡小平町                   | 2006年まで達布郵便局の担当 |
| 078        | 旭川東郵便局   | 旭川東郵便局         | 旭川市                         | |
| 078-01     | 深川郵便局     | 深川郵便局           | 深川市、旭川市                 | 2015年まで納内郵便局の担当 |
| 078-03     | 旭川東郵便局   | 比布郵便局           | 上川郡比布町                   | |
| 078-12     | 旭川東郵便局   | 旭川東郵便局         | 旭川市                         | 2007年まで豊田郵便局の担当 |
| 078-13     | 旭川東郵便局   | 当麻郵便局           | 上川郡当麻町                   | |
| 078-14     | 旭川東郵便局   | 愛別郵便局           | 上川郡愛別町                   | 1981年まで一部区域は石狩協和郵便局（1987年廃局）の担当 |
| 078-16     | 旭川東郵便局   | 愛別郵便局           | 上川郡愛別町                   | 2006年まで中愛別郵便局の担当 |
| 078-17     | 旭川東郵便局   | 上川郵便局           | 上川郡上川町                   | |
| 078-21     | 旭川東郵便局   | 秩父別郵便局         | 雨竜郡秩父別町                 | |
| 078-22     | 旭川東郵便局   | 沼田郵便局           | 雨竜郡沼田町                   | 1983年まで一部区域は北竜郵便局（現・北竜簡易郵便局）・恵比島郵便局（1989年廃局）の担当 |
| 078-25     | 旭川東郵便局   | 妹背牛郵便局         | 雨竜郡北竜町、雨竜町           | 2007年まで和郵便局の担当 |
| 078-26     | 滝川郵便局     | 滝川郵便局           | 雨竜郡雨竜町、樺戸郡新十津川町 | 2007年まで雨竜郵便局の担当 |
| 078-31     | 留萌郵便局     | 留萌郵便局           | 留萌市                         | 2006年まで幌糠郵便局の担当 |
| 078-33     | 留萌郵便局     | 小平郵便局           | 留萌郡小平町                   | |
| 078-34     | 留萌郵便局     | 鬼鹿郵便局           | 留萌郡小平町                   | |
| 078-35     | 留萌郵便局     | 苫前郵便局           | 苫前郡苫前町                   | 2006年まで力昼郵便局の担当 |
| 078-36     | 留萌郵便局     | 古丹別郵便局         | 苫前郡苫前町                   | |
| 078-37     | 留萌郵便局     | 苫前郵便局           | 苫前郡苫前町                   | |
| 078-38     | 留萌郵便局     | 羽幌郵便局           | 苫前郡羽幌町                   | 2007年まで焼尻郵便局の担当 |
| 078-39     | 留萌郵便局     | 羽幌郵便局           | 苫前郡羽幌町                   | 2007年まで天売郵便局の担当 |
| 078-41     | 留萌郵便局     | 羽幌郵便局           | 苫前郡羽幌町                   | 1987年まで一部区域は築別郵便局の担当 |
| 078-44     | 留萌郵便局     | 初山別郵便局         | 苫前郡初山別村                 | 1986年まで一部区域は有明郵便局の担当 1992年まで一部区域は豊岬郵便局の担当 |
| 079        | 永山郵便局     | 永山郵便局           | 旭川市                         | |
| 079-01     | 美唄郵便局     | 美唄郵便局           | 美唄市、岩見沢市               | 2006年まで峰延郵便局の担当 |
| 079-02     | 美唄郵便局     | 美唄郵便局           | 美唄市                         | 2006年まで茶志内郵便局の担当 |
| 079-03     | 砂川郵便局     | 砂川郵便局           | 空知郡奈井江町                 | 2007年まで奈井江郵便局の担当 |
| 079-04     | 滝川郵便局     | 滝川郵便局           | 滝川市                         | 2006年まで江部乙郵便局の担当 |
| 079-05     | 旭川東郵便局   | 妹背牛郵便局         | 雨竜郡妹背牛町                 | |
| 079-11     | 滝川郵便局     | 赤平郵便局           | 赤平市、砂川市                 | |
| 079-12     | 滝川郵便局     | 赤平郵便局           | 赤平市                         | 2006年まで茂尻郵便局の担当 |
| 079-13     | 滝川郵便局     | 芦別郵便局           | 芦別市                         | 2006年まで上芦別郵便局の担当 |
| 079-15     | 富良野郵便局   | 富良野郵便局         | 富良野市                       | 2009年まで富良野支店山部集配センター（山部郵便局併設）の担当 |
| 079-21     | 富良野郵便局   | 幾寅郵便局           | 空知郡南富良野町、富良野市     | 2006年まで金山郵便局の担当 |
| 079-22     | 富良野郵便局   | 占冠郵便局           | 勇払郡占冠村                   | |
| 079-24     | 富良野郵便局   | 幾寅郵便局           | 空知郡南富良野町               | |
| 079-25     | 富良野郵便局   | 幾寅郵便局           | 空知郡南富良野町               | 2006年まで落合郵便局の担当 |
| 080        | 帯広郵便局     | 帯広郵便局           | 帯広市                         | |
| 080-01     | 音更郵便局     | 音更郵便局           | 河東郡音更町                   | 1981年まで一部区域は帯広郵便局・稲穂郵便局（後の東士幌簡易郵便局。1996年廃局）・万年郵便局（現・万年簡易郵便局）の担当 |
| 080-02     | 音更郵便局     | 音更郵便局           | 河東郡音更町                   | 2005年まで十勝川温泉郵便局の担当 |
| 080-03     | 音更郵便局     | 音更郵便局           | 河東郡音更町                   | 1998年に「080-01」より分割 |
| 080-05     | 音更郵便局     | 音更郵便局           | 河東郡音更町                   | 2006年まで駒場郵便局の担当 |
| 080-11     | 帯広郵便局     | 士幌郵便局           | 河東郡士幌町                   | 2011年まで帯広支店中士幌集配センター（中士幌郵便局併設）の担当 |
| 080-12     | 帯広郵便局     | 士幌郵便局           | 河東郡士幌町                   | 1993年まで一部区域は居辺郵便局の担当 |
| 080-14     | 帯広郵便局     | 上士幌郵便局         | 河東郡上士幌町                 | 1988年まで一部区域は萩ヶ岡郵便局（現・萩ヶ岡簡易郵便局）の担当 |
| 080-21     | 帯広郵便局     | 大正郵便局           | 帯広市                         | 2006年まで清川郵便局の担当 |
| 080-23     | 帯広郵便局     | 大正郵便局           | 帯広市                         | 2006年まで広野郵便局の担当 |
| 080-24     | 西帯広郵便局   | 西帯広郵便局         | 帯広市                         | |
| 081        | 帯広郵便局     | 新得郵便局           | 上川郡新得町                   | |
| 081-01     | 帯広郵便局     | 屈足郵便局           | 上川郡新得町                   | |
| 081-02     | 帯広郵便局     | 鹿追郵便局           | 河東郡鹿追町                   | |
| 081-03     | 帯広郵便局     | 鹿追郵便局           | 河東郡鹿追町                   | 2007年まで瓜幕郵便局の担当 |
| 082        | 帯広郵便局     | 芽室郵便局           | 河西郡芽室町                   | 1972年まで一部区域は祥栄郵便局（後の祥栄簡易郵便局。2018年廃局）の担当 1993年まで一部区域は美生郵便局の担当 |
| 082-03     | 帯広郵便局     | 芽室郵便局           | 河西郡芽室町                   | 2006年まで上美生郵便局の担当 |
| 083        | 帯広郵便局     | 十勝池田郵便局       | 中川郡池田町                   | |
| 084        | 釧路西郵便局   | 釧路西郵便局         | 釧路市                         | |
| 085        | 釧路中央郵便局 | 釧路中央郵便局       | 釧路市                         | |
| 085-02     | 釧路西郵便局   | 阿寒郵便局           | 釧路市                         | 1970年まで一部区域は雄別郵便局（翌日付で廃局）の担当 1987年まで一部区域は仁々志別郵便局（現・仁々志別簡易郵便局）・徹別郵便局（1994年廃局）の担当                                                                                                  |
| 085-04     | 釧路西郵便局   | 阿寒湖郵便局         | 釧路市                         | |
| 085-11     | 釧路西郵便局   | 幌呂郵便局           | 阿寒郡鶴居村                   | |
| 085-12     | 釧路西郵便局   | 鶴居郵便局           | 阿寒郡鶴居村                   | 2014年まで一部区域は久著路郵便局（現・久著呂簡易郵便局）の担当 |
| 085-22     | 釧路中央郵便局 | 釧路東郵便局         | 釧路郡釧路町                   | 2007年まで昆布森郵便局の担当 |
| 086        | 中標津郵便局   | 厚床郵便局           | 根室市、厚岸郡浜中町           | 2018年まで管轄局は釧路中央郵便局 |
| 086-01     | 中標津郵便局   | 別海郵便局           | 野付郡別海町                   | 2006年まで上風連郵便局の担当 |
| 086-02     | 中標津郵便局   | 別海郵便局           | 野付郡別海町                   | |
| 086-03     | 中標津郵便局   | 中西別郵便局         | 野付郡別海町                   | |
| 086-05     | 中標津郵便局   | 別海郵便局           | 野付郡別海町                   | 2006年まで本別海郵便局の担当 |
| 086-06     | 中標津郵便局   | 中春別郵便局         | 野付郡別海町                   | |
| 086-10     | 中標津郵便局   | 中標津郵便局         | 標津郡中標津町                 | 1998年に「086-11」より分割 |
| 086-11     | 中標津郵便局   | 中標津郵便局         | 標津郡中標津町                 | |
| 086-12     | 中標津郵便局   | 中標津郵便局         | 標津郡中標津町                 | 2006年まで開陽郵便局の担当 |
| 086-14     | 中標津郵便局   | 標津郵便局           | 標津郡標津町                   | 2006年まで川北郵便局の担当 |
| 086-16     | 中標津郵便局   | 標津郵便局           | 標津郡標津町、野付郡別海町     | |
| 086-17     | 中標津郵便局   | 薫別郵便局           | 標津郡標津町、目梨郡羅臼町     | 1989年まで一部区域は古多糠郵便局（現・古多糠簡易郵便局）の担当 |
| 086-18     | 中標津郵便局   | 羅臼郵便局           | 目梨郡羅臼町                   | |
| 087        | 根室郵便局     | 根室郵便局           | 根室市                         | |
| 087-01     | 根室郵便局     | 根室郵便局           | 根室市                         | 2006年まで歯舞郵便局の担当 |
| 088-01     | 釧路西郵便局   | 音別郵便局           | 釧路市、十勝郡浦幌町           | 1970年まで一部区域は尺別炭山郵便局（翌日付で廃局）の担当 1986年まで一部区域は二俣郵便局（現・二俣簡易郵便局）の担当 |
| 088-03     | 釧路西郵便局   | 白糠郵便局           | 白糠郡白糠町                   | 1991年まで一部区域は茶路郵便局（現・茶路簡易郵便局）の担当 |
| 088-05     | 釧路西郵便局   | 庶路郵便局           | 白糠郡白糠町                   | |
| 088-06     | 釧路中央郵便局 | 釧路東郵便局         | 釧路郡釧路町                   | |
| 088-07     | 釧路中央郵便局 | 尾幌郵便局           | 厚岸郡厚岸町                   | 2007年まで上尾幌郵便局の担当 |
| 088-08     | 釧路中央郵便局 | 尾幌郵便局           | 釧路郡釧路町、厚岸郡厚岸町     | |
| 088-11     | 釧路中央郵便局 | 厚岸郵便局           | 厚岸郡厚岸町                   | |
| 088-13     | 釧路中央郵便局 | 茶内郵便局           | 厚岸郡浜中町、厚岸町           | |
| 088-14     | 釧路中央郵便局 | 浜中郵便局           | 厚岸郡浜中町                   | |
| 088-15     | 釧路中央郵便局 | 霧多布郵便局         | 厚岸郡浜中町                   | |
| 088-16     | 釧路中央郵便局 | 姉別郵便局           | 厚岸郡浜中町                   | |
| 088-17     | 根室郵便局     | 根室郵便局           | 根室市                         | 2006年まで落石郵便局の担当 |
| 088-21     | 釧路中央郵便局 | 遠矢郵便局           | 釧路郡釧路町                   | |
| 088-22     | 釧路中央郵便局 | 塘路郵便局           | 川上郡標茶町                   | 1988年まで一部区域は阿歴内郵便局（現・阿歴内簡易郵便局）の担当 |
| 088-23     | 釧路中央郵便局 | 標茶郵便局           | 川上郡標茶町                   | 2014年まで一部区域は久著路郵便局（現・久著呂簡易郵便局）の担当 |
| 088-24     | 釧路中央郵便局 | 虹別郵便局           | 川上郡標茶町                   | |
| 088-25     | 中標津郵便局   | 西春別駅前郵便局     | 野付郡別海町                   | 1992年まで一部区域は西春別郵便局の担当 |
| 088-26     | 中標津郵便局   | 中標津郵便局         | 野付郡別海町、標津郡中標津町   | 2006年まで計根別郵便局の担当 |
| 088-27     | 中標津郵便局   | 西春別駅前郵便局     | 野付郡別海町                   | 2006年まで上春別郵便局の担当 |
| 088-31     | 釧路中央郵便局 | 標茶郵便局           | 川上郡標茶町                   | 2007年まで磯分内郵便局の担当 |
| 088-32     | 釧路中央郵便局 | 弟子屈郵便局         | 川上郡弟子屈町                 | 2007年まで一部区域は磯分内郵便局の担当 |
| 088-33     | 釧路中央郵便局 | 美留和郵便局         | 川上郡弟子屈町                 | |
| 088-34     | 釧路中央郵便局 | 川湯郵便局           | 川上郡弟子屈町                 | |
| 089-01     | 帯広郵便局     | 清水郵便局           | 上川郡清水町                   | |
| 089-02     | 帯広郵便局     | 清水郵便局           | 上川郡清水町                   | 2007年まで熊牛郵便局の担当 |
| 089-03     | 帯広郵便局     | 御影郵便局           | 上川郡清水町                   | 1988年まで一部区域は旭山郵便局の担当 |
| 089-05     | 帯広郵便局     | 札内郵便局           | 中川郡幕別町                   | |
| 089-06     | 帯広郵便局     | 幕別郵便局           | 中川郡幕別町                   | |
| 089-07     | 帯広郵便局     | 幕別郵便局           | 中川郡幕別町                   | 2006年まで糠内郵便局の担当 |
| 089-11     | 帯広郵便局     | 大正郵便局           | 帯広市                         | 2006年まで川西郵便局の担当 |
| 089-12     | 帯広郵便局     | 大正郵便局           | 帯広市                         | |
| 089-13     | 帯広郵便局     | 中札内郵便局         | 河西郡中札内村                 | 1991年まで一部区域は上札内郵便局の担当 |
| 089-15     | 帯広郵便局     | 更別郵便局           | 河西郡更別村                   | 1989年まで一部区域は上更別郵便局の担当 |
| 089-17     | 帯広郵便局     | 忠類郵便局           | 中川郡幕別町                   | |
| 089-18     | 帯広郵便局     | 大樹郵便局           | 中川郡幕別町、広尾郡大樹町     | 2007年まで生花郵便局の担当 |
| 089-21     | 帯広郵便局     | 大樹郵便局           | 広尾郡大樹町                   | 1988年まで一部区域は石坂郵便局の担当 |
| 089-22     | 帯広郵便局     | 大樹郵便局           | 広尾郡大樹町                   | 2007年まで尾田郵便局の担当 |
| 089-24     | 帯広郵便局     | 広尾郵便局           | 広尾郡広尾町                   | 2006年まで豊似郵便局の担当 |
| 089-25     | 帯広郵便局     | 広尾郵便局           | 広尾郡広尾町                   | 2006年まで十勝野塚郵便局の担当 |
| 089-26     | 帯広郵便局     | 広尾郵便局           | 広尾郡広尾町                   | |
| 089-27     | 帯広郵便局     | 広尾郵便局           | 広尾郡広尾町                   | 2004年まで音調津郵便局の担当 |
| 089-31     | 帯広郵便局     | 十勝池田郵便局       | 中川郡池田町                   | 2006年まで十勝高島郵便局の担当 |
| 089-32     | 帯広郵便局     | 本別郵便局           | 中川郡本別町                   | 2005年まで勇足郵便局の担当 |
| 089-33     | 帯広郵便局     | 本別郵便局           | 中川郡本別町                   | |
| 089-34     | 帯広郵便局     | 本別郵便局           | 中川郡本別町                   | 2005年まで美里別郵便局の担当 |
| 089-35     | 帯広郵便局     | 本別郵便局           | 十勝郡浦幌町                   | 2007年まで上浦幌郵便局の担当 |
| 089-36     | 帯広郵便局     | 仙美里郵便局         | 中川郡本別町                   | |
| 089-37     | 帯広郵便局     | 足寄郵便局           | 足寄郡足寄町                   | |
| 089-38     | 帯広郵便局     | 足寄郵便局           | 足寄郡足寄町                   | 2007年まで芽登郵便局の担当 |
| 089-39     | 帯広郵便局     | 螺湾郵便局           | 足寄郡足寄町                   | |
| 089-41     | 帯広郵便局     | 大誉地郵便局         | 足寄郡足寄町                   | 2007年まで上利別郵便局の担当 |
| 089-42     | 帯広郵便局     | 大誉地郵便局         | 足寄郡足寄町、陸別町           | |
| 089-43     | 帯広郵便局     | 陸別郵便局           | 足寄郡陸別町                   | 1987年まで一部区域は小利別郵便局（後の小利別簡易郵便局。2006年廃局）の担当 1990年まで一部区域は苫務郵便局（現・斗満簡易郵便局）の担当 |
| 089-52     | 帯広郵便局     | 豊頃郵便局           | 中川郡豊頃町                   | 2006年まで豊頃駅前郵便局の担当 |
| 089-53     | 帯広郵便局     | 豊頃郵便局           | 中川郡豊頃町                   | |
| 089-54     | 帯広郵便局     | 豊頃郵便局           | 中川郡豊頃町                   | 2006年まで大津郵便局の担当 |
| 089-55     | 帯広郵便局     | 浦幌郵便局           | 十勝郡浦幌町                   | 2003年まで吉野郵便局の担当 |
| 089-56     | 帯広郵便局     | 浦幌郵便局           | 十勝郡浦幌町                   | 1991年まで一部区域は常室郵便局（現・常室簡易郵便局）の担当 |
| 089-58     | 帯広郵便局     | 浦幌郵便局           | 十勝郡浦幌町                   | 2007年まで厚内郵便局の担当 |
| 090        | 北見郵便局     | 北見郵便局           | 北見市                         | 1994年まで一部区域は仁頃郵便局の担当 |
| 091        | 北見郵便局     | 留辺蘂郵便局         | 北見市                         | 1989年まで一部区域は瑞穂郵便局（現・瑞穂簡易郵便局）の担当 |
| 091-01     | 北見郵便局     | 留辺蘂郵便局         | 北見市                         | 2006年まで温根湯郵便局の担当 |
| 091-04     | 北見郵便局     | 佐呂間郵便局         | 常呂郡佐呂間町                 | 2006年まで北見栄郵便局の担当 2011年まで北見支店若佐集配センター（若佐郵便局併設）の担当 |
| 091-05     | 北見郵便局     | 佐呂間郵便局         | 常呂郡佐呂間町                 | 2011年まで北見支店若佐集配センター（若佐郵便局併設）の担当 |
| 092        | 美幌郵便局     | 美幌郵便局           | 網走郡美幌町                   | 1992年まで一部区域は福住郵便局の担当 |
| 092-01     | 美幌郵便局     | 美幌郵便局           | 網走郡美幌町                   | 2006年まで上美幌郵便局の担当 |
| 092-02     | 北見郵便局     | 津別郵便局           | 網走郡津別町                   | |
| 092-03     | 北見郵便局     | 津別郵便局           | 網走郡津別町                   | 2006年まで本岐郵便局の担当 |
| 093        | 網走郵便局     | 網走郵便局           | 網走市                         | |
| 093-01     | 網走郵便局     | 網走郵便局           | 網走市                         | 2006年まで卯原内郵便局の担当 |
| 093-02     | 北見郵便局     | 常呂郵便局           | 北見市、網走市                 | |
| 093-03     | 北見郵便局     | 常呂郵便局           | 北見市                         | 2006年まで豊川郵便局の担当 |
| 093-04     | 北見郵便局     | 佐呂間郵便局         | 常呂郡佐呂間町                 | 2011年まで北見支店浜佐呂間集配センター（浜佐呂間郵便局併設）の担当 |
| 093-05     | 北見郵便局     | 佐呂間郵便局         | 常呂郡佐呂間町                 | 2007年まで一部区域は計呂地郵便局の担当 |
| 093-06     | 遠軽郵便局     | 芭露郵便局           | 紋別郡湧別町                   | 2007年まで計呂地郵便局の担当 |
| 093-07     | 遠軽郵便局     | 芭露郵便局           | 紋別郡湧別町                   | 1993年まで一部区域は上芭露郵便局の担当 |
| 094        | 紋別郵便局     | 紋別郵便局           | 紋別市                         | 1990年まで一部区域は藻別郵便局（現・藻別簡易郵便局）の担当 |
| 095        | 士別郵便局     | 士別郵便局           | 士別市                         | 1987年まで一部区域は中士別郵便局の担当 |
| 095-01     | 士別郵便局     | 士別郵便局           | 士別市                         | 2006年まで温根別郵便局の担当 |
| 095-03     | 士別郵便局     | 士別郵便局           | 士別市                         | 2006年まで上士別郵便局の担当 |
| 095-04     | 名寄郵便局     | 朝日郵便局           | 士別市                         | |
| 096        | 名寄郵便局     | 名寄郵便局           | 名寄市                         | 1972年まで一部区域は上名寄郵便局の担当 |
| 097        | 稚内郵便局     | 稚内郵便局           | 稚内市                         | 1990年まで一部区域は抜海郵便局の担当 |
| 097-01     | 稚内郵便局     | 利尻おしどまり郵便局 | 利尻郡利尻富士町               | 2015年まで鴛泊郵便局 |
| 097-02     | 稚内郵便局     | 利尻おしどまり郵便局 | 利尻郡利尻富士町               | 2007年まで鬼脇郵便局の担当 |
| 097-03     | 稚内郵便局     | 利尻くつがた郵便局   | 利尻郡利尻町                   | 2007年まで仙法志郵便局の担当 |
| 097-04     | 稚内郵便局     | 利尻くつがた郵便局   | 利尻郡利尻町                   | 2015年まで沓形郵便局 |
| 097-11     | 稚内郵便局     | 礼文香深郵便局       | 礼文郡礼文町                   | 2007年まで船泊郵便局の担当 |
| 097-12     | 稚内郵便局     | 礼文香深郵便局       | 礼文郡礼文町                   | 2015年まで香深郵便局 |
| 098-01     | 名寄郵便局     | 和寒郵便局           | 上川郡和寒町                   | 1984年まで一部区域は天塩西和郵便局（1996年廃局）の担当 |
| 098-03     | 名寄郵便局     | 和寒郵便局           | 上川郡剣淵町                   | 2007年まで剣渕郵便局の担当 |
| 098-04     | 士別郵便局     | 士別郵便局           | 士別市                         | 2006年まで多寄郵便局の担当 |
| 098-05     | 名寄郵便局     | 風連郵便局           | 名寄市                         | |
| 098-06     | 名寄郵便局     | 風連郵便局           | 名寄市                         | 2006年まで日進郵便局の担当 |
| 098-12     | 名寄郵便局     | 下川郵便局           | 上川郡下川町                   | 1972年まで一部区域は上名寄郵便局の担当 |
| 098-13     | 名寄郵便局     | 下川郵便局           | 上川郡下川町                   | 2006年まで一ノ橋郵便局の担当 |
| 098-14     | 遠軽郵便局     | 西興部郵便局         | 紋別郡西興部村                 | 2006年まで上興部郵便局の担当 |
| 098-15     | 遠軽郵便局     | 西興部郵便局         | 紋別郡西興部村                 | |
| 098-16     | 遠軽郵便局     | 興部郵便局           | 紋別郡興部町                   | |
| 098-17     | 遠軽郵便局     | 雄武郵便局           | 紋別郡雄武町                   | |
| 098-18     | 遠軽郵便局     | 雄武郵便局           | 紋別郡雄武町                   | 2006年まで北見幌内郵便局の担当 |
| 098-19     | 遠軽郵便局     | 興部郵便局           | 紋別郡興部町                   | 2006年まで沙留郵便局の担当 |
| 098-21     | 名寄郵便局     | 名寄郵便局           | 名寄市                         | 2006年まで智恵文郵便局の担当 |
| 098-22     | 名寄郵便局     | 美深郵便局           | 中川郡美深町                   | |
| 098-23     | 名寄郵便局     | 美深郵便局           | 中川郡美深町                   | 2007年まで恩根内郵便局の担当 |
| 098-25     | 名寄郵便局     | 音威子府郵便局       | 中川郡音威子府村               | 1984年まで一部区域は咲来郵便局の担当 2019年3月31日まで管轄局は音威子府郵便局 |
| 098-26     | 名寄郵便局     | 中川郵便局           | 中川郡中川町                   | 2006年まで佐久郵便局の担当 2019年3月31日まで管轄局は音威子府郵便局 |
| 098-28     | 名寄郵便局     | 中川郵便局           | 中川郡中川町                   | 2019年3月31日まで管轄局は音威子府郵便局 |
| 098-29     | 稚内郵便局     | 幌延郵便局           | 天塩郡幌延町                   | 2007年まで問寒別郵便局の担当 2019年3月31日まで管轄局は音威子府郵便局 2019年3月31日まで天塩郵便局の担当 |
| 098-31     | 留萌郵便局     | 天塩郵便局           | 天塩郡天塩町                   | 2007年まで雄信内郵便局の担当 2019年3月31日まで管轄局は音威子府郵便局 2019年3月31日まで幌延郵便局の担当 2019年3月31日まで一部区域は「098-29」 |
| 098-32     | 稚内郵便局     | 幌延郵便局           | 天塩郡幌延町                   | 1973年まで一部区域は江辺頃別郵便局（翌日付で廃局）の担当 2019年3月31日まで管轄局は音威子府郵便局 2019年3月31日まで一部区域は「098-31」 |
| 098-33     | 留萌郵便局     | 天塩郵便局           | 天塩郡天塩町、遠別町           | 2007年に幌延郵便局に移管 2011年に音威子府支店天塩集配センターとして再分割 2019年3月31日まで管轄局は音威子府郵便局 |
| 098-35     | 留萌郵便局     | 遠別郵便局           | 天塩郡遠別町                   | 1985年まで一部区域は丸松郵便局（1993年廃局）の担当 1989年まで一部区域は歌越郵便局（1990年廃局）の担当 2019年3月31日まで管轄局は音威子府郵便局 |
| 098-41     | 稚内郵便局     | 豊富郵便局           | 天塩郡豊富町                   | 1973年まで一部区域は江辺頃別郵便局（翌日付で廃局）の担当 1982年まで一部区域は目梨別郵便局（1987年廃局）の担当 2007年まで豊富郵便局の担当 2019年3月31日まで管轄局は音威子府郵便局 2019年3月31日まで幌延郵便局の担当、同年4月1日に豊富郵便局に再分割 |
| 098-44     | 稚内郵便局     | 豊富郵便局           | 天塩郡豊富町                   | 2007年まで兜沼郵便局の担当 2019年3月31日まで管轄局は音威子府郵便局 2019年3月31日まで幌延郵便局の担当、同年4月1日に豊富郵便局に分割 |
| 098-45     | 稚内郵便局     | 稚内郵便局           | 稚内市                         | 2006年まで勇知郵便局の担当 |
| 098-51     | 稚内郵便局     | 中頓別郵便局         | 枝幸郡中頓別町                 | 2007年まで小頓別郵便局の担当 2019年3月31日まで管轄局は音威子府郵便局 2019年3月31日まで音威子府郵便局の担当 |
| 098-52     | 稚内郵便局     | 歌登郵便局           | 枝幸郡枝幸町                   | 1986年まで一部区域は本幌別郵便局（後の本幌別簡易郵便局。2000年廃局）の担当 2007年まで一部区域は小頓別郵便局の担当 2019年3月31日まで管轄局は音威子府郵便局                                                                                          |
| 098-54     | 稚内郵便局     | 歌登郵便局           | 枝幸郡枝幸町                   | 2004年3月26日まで志美宇丹郵便局（翌日付で廃局）の担当 2019年3月31日まで管轄局は音威子府郵便局 |
| 098-55     | 稚内郵便局     | 中頓別郵便局         | 枝幸郡中頓別町                 | 2019年3月31日まで管轄局は音威子府郵便局 |
| 098-57     | 稚内郵便局     | 浜頓別郵便局         | 枝幸郡浜頓別町                 | 1992年まで一部区域は下頓別郵便局の担当 2019年3月31日まで管轄局は音威子府郵便局 |
| 098-58     | 稚内郵便局     | 枝幸郵便局           | 枝幸郡枝幸町                   | 2019年3月31日まで管轄局は音威子府郵便局 |
| 098-59     | 稚内郵便局     | 乙忠部郵便局         | 枝幸郡枝幸町                   | 2019年3月31日まで管轄局は音威子府郵便局 |
| 098-61     | 稚内郵便局     | 浅茅野郵便局         | 宗谷郡猿払村                   | |
| 098-62     | 稚内郵便局     | 鬼志別郵便局         | 宗谷郡猿払村                   | |
| 098-63     | 稚内郵便局     | 鬼志別郵便局         | 宗谷郡猿払村、稚内市           | 2006年まで知来別郵便局の担当 |
| 098-65     | 稚内郵便局     | 沼川郵便局           | 稚内市                         | 1982年まで一部区域は目梨別郵便局（1987年廃局）・曲淵郵便局（現：稚内曲渕簡易郵便局）の担当 |
| 098-66     | 稚内郵便局     | 稚内郵便局           | 稚内市                         | 2006年まで声問郵便局の担当 |
| 098-67     | 稚内郵便局     | 宗谷郵便局           | 稚内市                         | |
| 099-01     | 遠軽郵便局     | 白滝郵便局           | 紋別郡遠軽町                   | |
| 099-02     | 遠軽郵便局     | 丸瀬布郵便局         | 紋別郡遠軽町                   | |
| 099-03     | 遠軽郵便局     | 遠軽郵便局           | 紋別郡遠軽町                   | 2006年まで瀬戸瀬郵便局の担当 |
| 099-04     | 遠軽郵便局     | 遠軽郵便局           | 紋別郡遠軽町                   | |
| 099-06     | 遠軽郵便局     | 遠軽郵便局           | 紋別郡遠軽町                   | 2006年まで安国郵便局の担当 |
| 099-07     | 遠軽郵便局     | 遠軽郵便局           | 紋別郡遠軽町                   | 2006年まで生田原郵便局の担当 |
| 099-08     | 北見郵便局     | 北見郵便局           | 北見市                         | 2009年まで北見支店相ノ内集配センター（相ノ内郵便局併設）の担当 |
| 099-11     | 北見郵便局     | 置戸郵便局           | 常呂郡置戸町                   | |
| 099-12     | 北見郵便局     | 置戸郵便局           | 常呂郡置戸町                   | 2002年まで勝山郵便局の担当 |
| 099-13     | 北見郵便局     | 置戸郵便局           | 常呂郡置戸町                   | 2002年まで境野郵便局の担当 |
| 099-14     | 北見郵便局     | 訓子府郵便局         | 常呂郡訓子府町                 | |
| 099-15     | 北見郵便局     | 北見郵便局           | 北見市                         | 2006年まで上常呂郵便局の担当 |
| 099-21     | 北見郵便局     | 端野郵便局           | 北見市                         | |
| 099-22     | 北見郵便局     | 端野郵便局           | 北見市                         | 2002年まで緋牛内郵便局の担当 |
| 099-23     | 網走郵便局     | 女満別郵便局         | 網走郡大空町                   | |
| 099-24     | 網走郵便局     | 網走郵便局           | 網走市                         | 2006年まで呼人郵便局の担当 |
| 099-31     | 網走郵便局     | 網走郵便局           | 網走市                         | 2006年まで藻琴郵便局の担当 |
| 099-32     | 網走郵便局     | 東藻琴郵便局         | 網走郡大空町                   | 1990年まで一部区域は末広郵便局（1996年廃局）の担当 |
| 099-34     | 網走郵便局     | 浜小清水郵便局       | 斜里郡小清水町                 | |
| 099-35     | 網走郵便局     | 網走郵便局           | 網走市                         | 2015年まで浦士別郵便局の担当 |
| 099-36     | 網走郵便局     | 小清水郵便局         | 斜里郡小清水町                 | |
| 099-41     | 網走郵便局     | 斜里郵便局           | 斜里郡斜里町                   | 1979年まで一部区域は朱円郵便局（現・朱円簡易郵便局）・峰浜郵便局（後の峰浜簡易郵便局。2007年廃局）の担当 |
| 099-43     | 網走郵便局     | 宇登呂郵便局         | 斜里郡斜里町                   | 1979年まで峰浜郵便局（後の峰浜簡易郵便局。2007年廃局）の担当 |
| 099-44     | 網走郵便局     | 清里郵便局           | 斜里郡清里町                   | |
| 099-45     | 網走郵便局     | 札弦郵便局           | 斜里郡清里町                   | |
| 099-51     | 遠軽郵便局     | 渚滑郵便局           | 紋別市                         | |
| 099-53     | 遠軽郵便局     | 上渚滑郵便局         | 紋別市                         | 1987年まで一部区域は立牛郵便局（後の中立牛簡易郵便局。2017年廃局）の担当 1991年まで一部区域は中渚滑郵便局（現・中渚滑簡易郵便局）の担当 |
| 099-55     | 遠軽郵便局     | 滝上郵便局           | 紋別郡滝上町                   | 2003年まで濁川郵便局の担当 |
| 099-56     | 遠軽郵便局     | 滝上郵便局           | 紋別郡滝上町                   | 1988年まで一部区域は滝西郵便局の担当 |
| 099-61     | 遠軽郵便局     | 小向郵便局           | 紋別市                         | |
| 099-62     | 遠軽郵便局     | 小向郵便局           | 紋別市、紋別郡湧別町           | 2006年まで沼ノ上郵便局の担当 |
| 099-63     | 遠軽郵便局     | 中湧別郵便局         | 紋別郡湧別町                   | |
| 099-64     | 遠軽郵便局     | 湧別郵便局           | 紋別郡湧別町                   | |
| 099-65     | 遠軽郵便局     | 上湧別郵便局         | 紋別郡湧別町                   | 1986年まで一部区域は富美郵便局（現・富美簡易郵便局）の担当 |